# Umas Palavras
Umas Palavras é um programa de televisão de entrevistas exibido desde 2001 pelo Canal Futura, apresentado pela escritora e pesquisadora Maria Beatriz Fonseca Corrêa do Lago.
O programa entrevista escritores, cineastas, músicos e cronistas para tratar de seu assunto principal, que é o uso da língua e da palavra.

## Sobre o programa
Bia Correa do Lago, famosa por seu trabalho como pesquisadora e fotógrafa com seu marido Pedro Corrêa do Lago,  foi convidada pela responsável pela grade de programação do Canal Futura, Lúcia Araújo para apresentar no programa "Afinando a Língua",  de Tony Belloto, pequenas entrevistas de oito minutos. Aceitando, o sucesso foi tanto, que foi convidada para apresentar um programa que falasse sobre as imensas possibilidades da linguagem, quando surgiu o Umas Palavras.
O primeiro episódio foi ao ar em 2 de abril de 2001, e o entrevistado foi o cantor, compositor, dramaturgo e escritor Chico Buarque de Hollanda. O programa, apresentado em horário nobre no canal Futura, é um dos grandes sucesso de audiência do canal
Entre os entrevistados estão personalidades influentes da língua portuguesa: prosadores como José Saramago, Lídia Jorge, Agustina Bessa-Luís, António Lobo Antunes, Rachel de Queiroz, Luis Fernando Verissimo, Moacyr Scliar, Lygia Fagundes Telles, Milton Hatoum, João Ubaldo Ribeiro e Antonio Torres; poetas e compositores como Adriana Calcanhotto, Caetano Veloso, Adélia Prado, Lenine, Milton Nascimento e Erasmo Carlos; dramaturgos, cineastas e novelistas como Ariano Suassuna, Manoel Carlos, Arnaldo Jabor, Nelson Pereira dos Santos, Maria Adelaide Amaral, Mauro Rasi e Cacá Diegues; o arquiteto Oscar Niemeyer; o eclético Millôr Fernandes e também personalidades não-lusófonas como Mario Vargas Llosa, Salman Rushdie, Tzvetan Todorov, Jostein Gaarder e Alain de Botton
Os programas com o músico Gilberto Gil e o físico Marcelo Gleiser, foram divididos em dois episódios por ocasiões especiais.
Em 2012, Bia Correa do Lago lançou o livro "Umas Palavras - 15 entrevistas memoráveis". Também lançou em 2006 um DVD duplo contendo dez entrevistas pela Som Livre: José Eduardo Agualusa, Sérgio Sant'Anna, Lya Luft, Mia Couto, Ronaldo Correia de Brito, Affonso Romano de Sant'Anna, Ferreira Gullar, Augusto de Campos, Arnaldo Antunes e Antônio Cícero